# Operacja Gomora

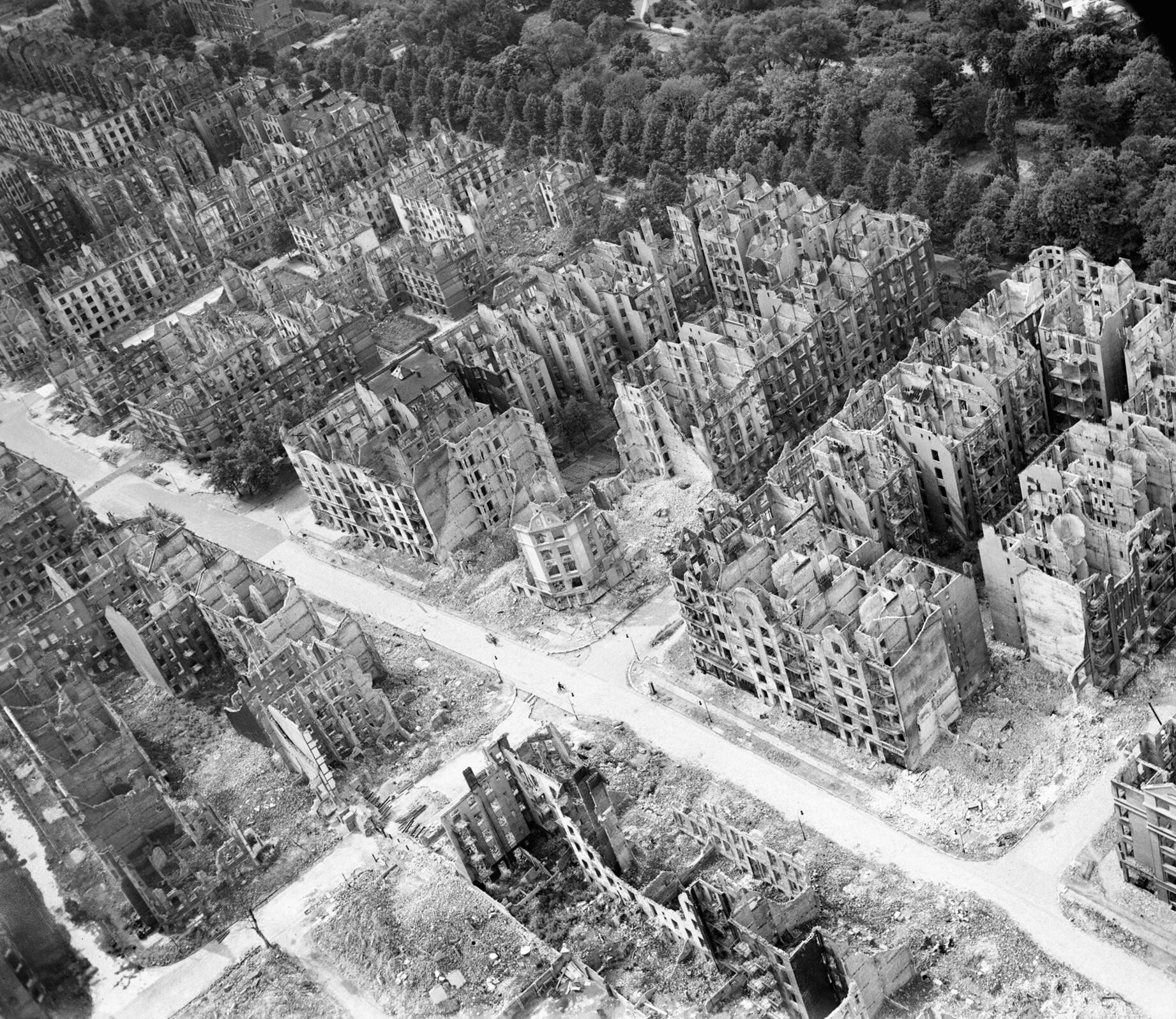
Hamburg po bombardowaniu w lecie 1943

Operacja Gomora – seria nalotów bombowych, które zostały przeprowadzone przez brytyjski RAF i amerykański USAAF latem 1943 roku na aglomerację Hamburga. Kodowa nazwa: Operacja Gomorrah.

## Przyczyny[1]
Po zakończeniu „bitwy o Ruhrę” dowódca RAF Bomber Command gen. Arthur Harris zadecydował, że następnym celem nalotów bombowych zostanie Hamburg, największy port w Europie i drugie co do liczby mieszkańców miasto Rzeszy. O wyborze celu zdecydowała głównie geografia. Atak na położone na północno-zachodnim wybrzeżu Niemiec miasto nie wymagał od załóg bombowych długiego przebywania nad terenem wroga, co miało niebagatelne znaczenie w okresie krótkich letnich nocy. Przy tym charakterystyczny rysunek linii brzegowej okolic Hamburga doskonale ułatwiał identyfikację celu przez pokładowe stacje radarowe H2S, urządzenia wchodzące dopiero w tym czasie do powszechnego użycia. Dodatkowo w trakcie operacji zaplanowano zastosowanie po raz pierwszy tzw. okna (window). Były to pakiety odpowiednich rozmiarów folii metalizowanej, które zrzucane z samolotów w minutowych odstępach powodowały błędne odczyty niemieckich stacji radarowych „Würzburg”, tym samym wywołując paraliż niemieckiej obrony przeciwlotniczej.
W Hamburgu zlokalizowane były m.in. 4 wielkie stocznie masowo produkujące w tym czasie U-Booty oraz kilkanaście dużych zakładów zbrojeniowych. Świadomi tego Niemcy skoncentrowali wokół miasta w ramach obrony przeciwlotniczej m.in. 54 baterie ciężkiej artylerii, 22 baterie reflektorów, a podejść do portu strzegło około 20 sekcji niemieckich myśliwców nocnych.

## Przebieg[2]

### 24/25 lipca 1943
Pierwszy brytyjski nalot rozpoczął się kilka minut po północy 25 lipca 1943. Z 791 bombowców (w tym 718 czterosilnikowych), które wystartowały z Wielkiej Brytanii, nad cel dotarło 728 maszyn. Bezchmurna pogoda oraz słaby wiatr nie stanowiły przeszkody i znaczniki celu spadły niemal dokładnie na centrum miasta. W ciągu 50 minut na Hamburg zrzucono 2284 tony bomb. Bomby zrzucono celnie, z czego ponad połowa w odległości mniej niż 3 mile od punktu celowania. Najbardziej ucierpiały centralne i północno-zachodnie dzielnice miasta, m.in. Altona, Eimsbuttel czy Hoheluft. Zniszczeniu uległ ratusz, kościół św. Mikołaja, główna siedziba policji, główna centrala telefoniczna oraz Hagenbeck Zoo (gdzie zginęło ponad 140 zwierząt). Straty wśród mieszkańców sięgały 1500 zabitych. Szczególnie dotkliwe okazały się szalejące po nalocie pożary, w większości podsycane przez masowo gromadzony w piwnicach węgiel. Często okazywały się one możliwe do opanowania dopiero po kilku tygodniach, po wypaleniu całego opału. Jedynie 12 brytyjskich bombowców (1,5% całości sił) zostało zestrzelonych przez zdezorientowaną zastosowaniem „okien” niemiecką obronę. W poprzednim okresie średnie straty Bomber Command w czasie nalotów nocnych sięgały 4,3%.
W nalocie uczestniczyły m.in. polskie dywizjony 300 i 305, na samolotach Vickers Wellington (bez strat).
O godzinie 15.30 tego samego dnia (25 lipca) nad Hamburg nadleciały 123 amerykańskie bombowce B-17. Celem ataku były tereny stoczniowe, jednak liczne pożary szalejące w mieście i utrzymująca się na niskiej wysokości warstwa gęstego dymu skutecznie utrudniły zarówno sam nalot, jak i jego późniejszą ocenę. 15 amerykańskich samolotów zostało zestrzelonych, a dalsze 67 maszyn odniosło uszkodzenia. Była to pierwsza akcja przeprowadzona przez Amerykanów w ścisłej współpracy z Bomber Command.

### 26 lipca 1943
Następnego dnia, 26 lipca w południe, nad Hamburg dotarły 54 amerykańskie bombowce B-17 z zadaniem zaatakowania stoczni U-Bootów. Ponownie silne zadymienie celu mocno utrudniło atak. W nalocie stracono 2 bombowce. Po tej akcji, z uwagi na słabą widoczność i brak możliwości przeprowadzenia precyzyjnych nalotów na cele punktowe, Amerykanie odstąpili od dalszego bombardowania miasta.

### 27/28 lipca 1943
Kolejny nalot miał miejsce w nocy z 27 na 28 lipca. 729 brytyjskich bombowców (spośród 787, które wystartowały) pojawiło się nad miastem. Znaczniki celu zostały zrzucone około 2 mile na wschód od wcześniej zaplanowanego punktu w centrum miasta, jednak były one dobrze skoncentrowane, a 2326 ton bomb zrzucone w niespełna 30 minut spadło na gęsto zamieszkane dzielnice robotnicze Hammerbrook, Hamm i Borgfelde. To była noc burzy ogniowej, na której powstanie złożył się cały łańcuch różnych przyczyn. Od kilku tygodni na Hamburg nie spadła ani kropla deszczu, a temperatury sięgały 30 stopni Celsjusza. Sprawiło to, że wilgotność powietrza wynosiła około 30% (w porównaniu ze średnią lipcową 40–50%). Ponadto trudności wojenne powodowały, że większość piwnic w mieście wypełniona została zapasami opału na zimę. Znakomita większość sił straży pożarnej nadal zaangażowana była w dzielnicach zachodnich, próbując ujarzmić ogień wcześniejszych pożarów, a blokujące ulice ruiny uniemożliwiały szybkie przegrupowanie strażaków między dzielnicami. Dodatkowo zastosowana przez Brytyjczyków taktyka, kiedy spadające w pierwszej kolejności bomby burzące ułatwiały bombom zapalającym swobodną penetrację przez wybite okna i drzwi oraz zniszczone dachy, zdecydowanie poprawiała skuteczność tych ostatnich. Przykładowo bombowiec Vickers Wellington zabierał w kasetach 810 bomb zapalających. Wszystko to spowodowało, że już po kilkudziesięciu minutach liczne ogniska pożarów w Hammerbrook zaczęły się ze sobą łączyć i wkrótce całe wschodnie kwartały miasta objęte zostały płonącym żywiołem. Rozgrzane nad miastem powietrze, unosząc się ku górze, wymuszało zasysanie zimnego przy powierzchni ziemi. To, przy różnicy temperatur dochodzącej do 1000 stopni, powodowało podmuchy wiatru dochodzące do 240 km/h, wyrywające drzewa, przewracające ludzi i roznoszące płonące szczątki na dalsze, nieobjęte nalotem tereny. W czasie trwającej 3 godziny burzy ogniowej życie straciło około 40 000 mieszkańców, w większości przebywających w schronach ofiar zaczadzenia bądź uduszenia. Bezpowrotnie zniszczone zostało 16 000 budynków mieszkalnych, w większości wielopiętrowych. Straty brytyjskie zamykały się liczbą 17 zestrzelonych bombowców.
Przerażające wydarzenia mijającej nocy skłoniły władze do zezwolenia na ewakuację miasta. W ciągu dnia Hamburg opuściło blisko 1 200 000 jego mieszkańców. Na miejscu pozostały jedynie osoby bezpośrednio zaangażowane w akcję ratowniczą i obronę przeciwlotniczą.

### 28/29 lipca 1943
Następnej nocy z 28 na 29 lipca nad Hamburgiem pojawiły się tylko 4 brytyjskie lekkie bombowce Mosquito mające za zadanie utrzymywać obrońców w ciągłej gotowości. Nie zanotowano strat.
Po dwóch dniach brytyjskie ciężkie bombowce powróciły nad Hamburg. Tym razem zaplanowano atak na nieobjęte do tej pory nalotami dzielnice północne i północno-wschodnie. 777 brytyjskich samolotów pojawiło się nad celem w nocy 29 na 30 lipca 1943, jednak wskutek błędu znaczniki celów spadły na południe od kwartałów zdewastowanych wcześniej. Ogółem zrzucono 2318 ton bomb, głównie na mieszkaniowe dzielnice Wandsbek oraz Barmbek, częściowo także zniszczono dzielnice Uhlenhorst i Winterhude. Liczne pożary nie spowodowały już jednak burzy ogniowej, a i liczba ofiar była nieporównanie mniejsza (głównie w efekcie wcześniejszej ewakuacji). Do najtragiczniejszego wypadku doszło w Wandsbek, gdzie został zniszczony duży schron w podziemiach domu towarowego, grzebiąc 370 osób. Wzmocnienie niemieckich sił myśliwców nocnych spowodowało rosnące straty wśród atakujących. Zestrzelono tej nocy 28 bombowców.

### 2/3 sierpnia 1943
Ostatni już nalot na Hamburg miał miejsce nocą 2 na 3 sierpnia. Spośród 740 ciężkich bombowców biorących w nim udział jedynie niewielka część dotarła na miasto. Strumień samolotów dostał się nad Niemcami w obszar gwałtownej burzy, która całkowicie rozproszyła brytyjską formację. Wiele bombowców zmuszonych zostało do powrotu, a co najmniej cztery stracono wskutek oblodzenia lub uderzenia piorunów. Nad miastem nie pojawił się żaden bombowiec oznaczający cele, co zmusiło pozostałe załogi do zrzutu bomb poprzez chmury z niewielkim skutkiem. Dodatkowo wzniecony przez piorun pożar budynku w pobliskim Elmshorn (12 mil od Hamburga) przyciągnął liczne samoloty. Bomby zrzucone na Elmshorn zniszczyły ogółem 254 domy i zabiły 57 osób (w tym także uciekinierów z Hamburga). Wiele innych miejscowości w północno-zachodnich Niemczech było tej nocy obiektem ataku przez rozproszone siły brytyjskie. Bomber Command stracił w tej akcji 30 załóg.
W nalocie uczestniczył m.in. polski dywizjon 300, który stracił jeden samolot Wellington.

## Straty[5]
Rezultatem trwającej 10 dni operacji był kompletny (aczkolwiek krótkotrwały) paraliż drugiego co do wielkości miasta III Rzeszy. Całkowitemu zniszczeniu uległo 6200 akrów zabudowy, co stanowiło 74% powierzchni miasta. Zburzono bądź uszkodzono 580 zakładów przemysłowych, w tym wszystkie stocznie okrętów podwodnych oraz pobliską wytwórnię silników Diesla. Blisko 2/3 mieszkańców Hamburga zostało zmuszonych do ucieczki, a wszystko to za cenę 104 ciężkich bombowców. Tym niemniej wart odnotowania jest fakt, że chociaż już po 4 tygodniach od ataków przywrócono pracę w większości zakładów, to dopiero po roku poziom produkcji przemysłowej Hamburga osiągnął wielkość sprzed nalotów.